# Machimus adustus
Machimus adustus är en tvåvingeart som beskrevs av Martin 1975. Machimus adustus ingår i släktet Machimus och familjen rovflugor. Inga underarter finns listade i Catalogue of Life.